# Ottendorf (Schleswig-Holstein)
Ottendorf település Németországban, Schleswig-Holstein tartományban. Lakosainak száma 980 fő (2023. december 31.).

## Népesség
A település népességének változása:
| Lakosok száma | 761  | 877  | 855  | 921  | 979  | 974  | 980  |
|               | 1975 | 2014 | 2017 | 2019 | 2021 | 2022 | 2023 |